# Никобарцы
Никоба́рцы — коренные жители Никобарских островов. Численность — 22 тыс. чел. Большинство верующих — христиане, но есть и мусульмане. Сохраняют традиционные верования. Аборигены на архипелаге Андаманских и Никобарских островов делятся на никобарцев и шомпенов.

## Область расселения
Никобарцы населяют Никобарские острова, входящие в состав Индии, прежде принадлежавшие Великобритании.

## Происхождение
Есть предположение, что никобарцы — выходцы с Малаккского полуострова. В их облике присутствуют монголоидные черты.
Шомпены, живущие в глубине Большого Никобара, считают никобарцев пришельцами. Они, видимо,
аборигены. На никобарцев они антропологически не похожи, — у них ярче выражены австралоидные черты, меньше — монголоидные.

## Языки
Языки относятся к никобарской группе австроазиатской семьи. Это — кар(пу), центральноникобарский (собственно никобарский), с диалектами каморта, качель (катчелл), нанкоури, тринкат, языки тэтэт, шом-пенг, южно-никобарский (мило), тересса (тэнх-лонг). Письменность появилась в 20 в. на основе латинской графики.

## Быт и социальные отношения
Главное занятие — подсечно-огневое земледелие. Выращиваются бананы, папайя, кокосовая пальма, панданус,
рис, кукуруза, арековая пальма, ямс. Развито рыболовство, свиноводство.
Ремёсла: изготовление каноэ, глиняной посуды, плетение корзин, циновок.
Между отдельными группами островов велась и ведется оживленная торговля. Есть специализация, каждый остров производил что-то своё. Например, на о. Чаура делали глиняную посуду, хотя глину добывали на о. Тересса, и завозили её на о. Чаура. На южных и центральных островах производили каноэ и поставляли их северянам. Особую роль в этом товарообмене играл о. Чаура, перекресток на торговых путях. Здесь собирались гости с разных островов.
Поселения — главным образом на побережье, традиционное жилище — каркасное с конической крышей,
переходящей в стены. Крыша кроется травой, пальмовыми листьями, тростником.
Одежда — набедренная повязка (касат), один конец которой свисает сзади до земли. Сейчас национальную одежду вытесняет саронг индонезийского типа а также европейские шорты и рубахи.
Основная пища — варёные или тушёные овощи, рыба, свинина, домашняя птица, с приправами. Кокосовая
пальма дает не только пищу, но и материал для многих предметов. Популярное блюдо — кувен (пудинг из
плодов хлебного дерева). Любимый напиток никобарцев — пальмовое вино тодди. Распространено жевание бетеля.
В социальной организации сохраняются большесемейные общины (до 100 человек). Деревню возглавляет
староста. Брак моногамен, но в богатых семьях встречается полигамия. Характерный обычай — кувада. Перед родами муж и жена уходят в специальную ритуальную хижину, а в последний момент перед родами жена уходит и оттуда. Месяц после родов они не делают тяжёлой работы, муж часто купается в море, моется, считается больным, ходит под зонтом от солнца и соблюдает еще ряд запретов. Считается, что их нарушение может повредить здоровью ребёнка. Им нельзя завязывать узлы, так как душа ребёнка тоже будет завязана узлом. После рождения следующих детей срок этих табу
сокращается до 1-2 дней. Похожие обычаи встречаются у многих народов Юго-Восточной Азии — например, жёны ждут родов и рожают в отдельных домах, так как считаются в это время нечистыми. При ухаживании юноша несколько раз проникает к невесте ночью и пытается её приласкать, при этом она
его бьёт. Если он терпит, то она, убедившись в его терпении, соглашается.
Имущество переходит от отца к сыну. Размеры его определяются количеством свиней, пальм, домов и огородов.
Никобарцы любят праздники, пиршества, соревнования (гребля на каноэ, национальная борьба), но
соревнования проводят не ради первенства[уточнить].

## Духовная культура
Большинство жителей островов исповедуют христианство, которое принёс Джон Ричардсон. Он перевёл Новый Завет на никобарский язык. Помимо христианства, никобарцы придерживаются традиционных верований островов, которые носят анимистический характер. Они верят в духов и призраков, а также в существование души.
Хоронят в земле. После смерти человека его душа покидает тело и становится призраком. Призраки всех никобарцев обитают повсюду на островах. Никобарцы верят, что духи ответственны за все несчастья, происходящие на островах, и в этом случае шаманы призваны справиться со злыми духами.
Существует две легенды о происхождении никобарцев. Согласно первой, очень давно в области Андаманских и Никобарских островов произошло наводнение. Один никобарец спасся на дереве, где просидел до тех пор, когда ушла вода. Затем он нашел на ветке дерева собаку, спас её и сделал своей женой. От них произошли никобарцы.
Второй вариант говорит, что один бирманский царь отправил дочь в изгнание, узнав о её противоестественной связи с собакой. На Никобарских островах принцесса убила собаку, а замуж вышла за своего сына от этой собаки. От них произошли никобарцы. Отсюда и набедренная повязка с хвостом.

## Культура шомпенов
Шомпены живут в маленьких хижинах без стен, из одежды носят только набедренную повязку, и юбку —
женщины. Прежде они вообще не носили одежды. В пищу употребляют бананы, кокосы, панданусы, другие растения, мясо кабанов.

## См.также
- Шомпены